# تاکامیتسو یوشینو
تاکامیتسو یوشینو (انگلیسی: Takamitsu Yoshino؛ زادهٔ ۲۴ آوریل ۱۹۸۹) بازیکن فوتبال اهل ژاپن است.
از باشگاه‌هایی که در آن بازی کرده‌است می‌توان به باشگاه فوتبال سرزو اوساکا اشاره کرد.